# Осока прямостоячая
Осо́ка прямостоячая, прямостоящая, одноцветная, или узонская (лат. Carex aquatilis var. minor) — многолетнее травянистое растение, разновидность рода Осока (Carex) семейства Осоковые (Cyperaceae).

## Ботаническое описание
Многолетнее желтовато-зеленое растение высотой 10—60 см. Стебли гладкие. Листья плоские, желобчатые, желтоватые.
Вегетация начинается в конце мая-июне.

## Значение и применение
Один из преобладающих зелёных кормов северного оленя (Rangifer tarandus) в весенний период. Также весной в молодом состоянии хорошо поедается крупным рогатым скотом, удовлетворительно козой. Летом крупным рогатым скотом поедается удовлетворительно, плохо или почти не поедается оленем и плохо козой. Осенью всеми видами сельскохозяйственных животных поедается плохо. В сене скотом поедается удовлетворительно.